# 加住村
加住村（かすみむら）は東京都の南西部、南多摩郡に属していた村。

## 地理
- 河川：多摩川、秋川、谷地川

## 歴史
- 1889年（明治22年）4月1日 - 町村制施行により、神奈川県南多摩郡留所村、北大沢村、本丹木村、中丹木村、八日市村、横山村、左入村、滝山村、梅坪村、谷野村、宮下村、戸吹村、高月村が合併し加住村が成立する。
- 1893年（明治26年）4月1日 - 南多摩郡が北多摩郡、西多摩郡とともに東京府へ編入される。
- 1943年（昭和18年）7月1日 - 東京都制施行。
- 1955年（昭和30年）4月1日 - 横山村、元八王子村、恩方村、川口村、由井村とともに八王子市へ編入される。
- 1971年（昭和46年）4月1日 - 旧村域のうち大字高月の一部、切欠地区が西多摩郡秋多町へ編入される。